# Xia Yong

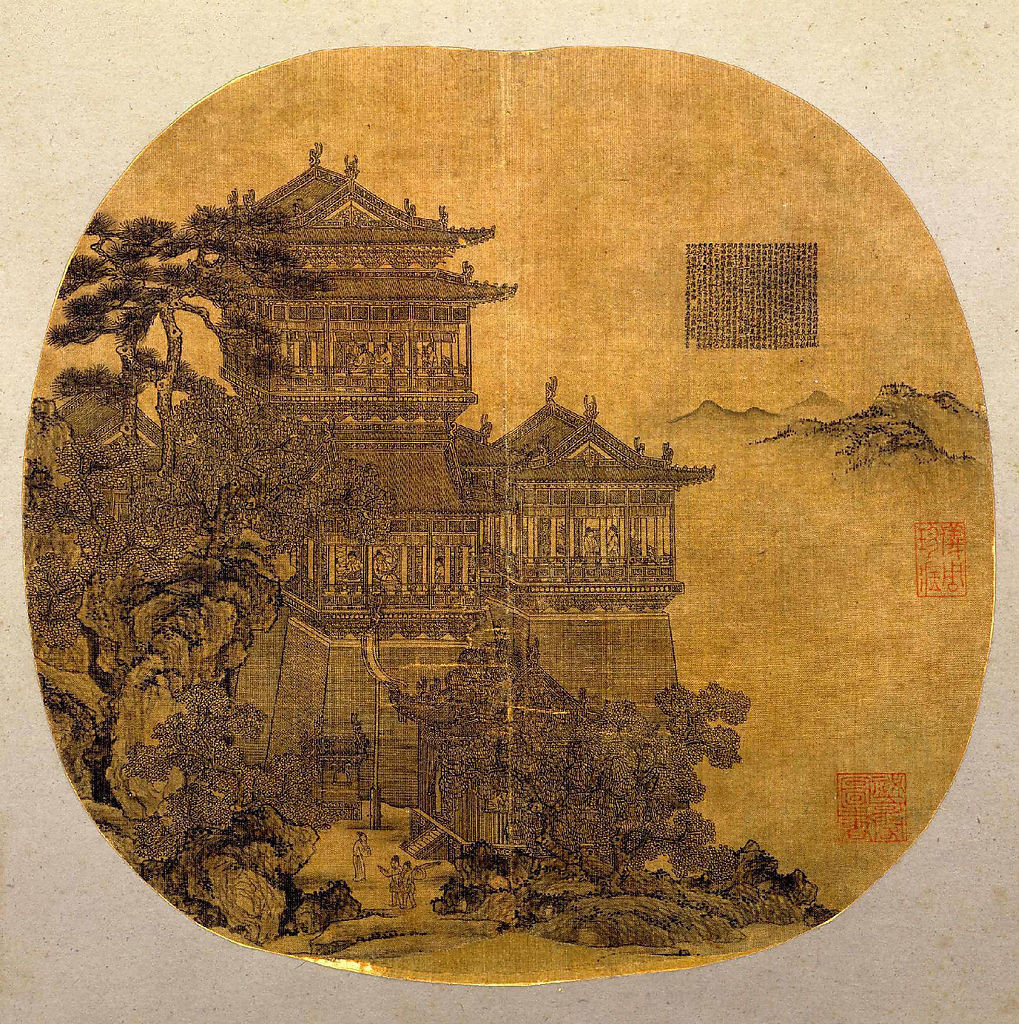
Torre Yueyang, Museu del Palau, Pequín

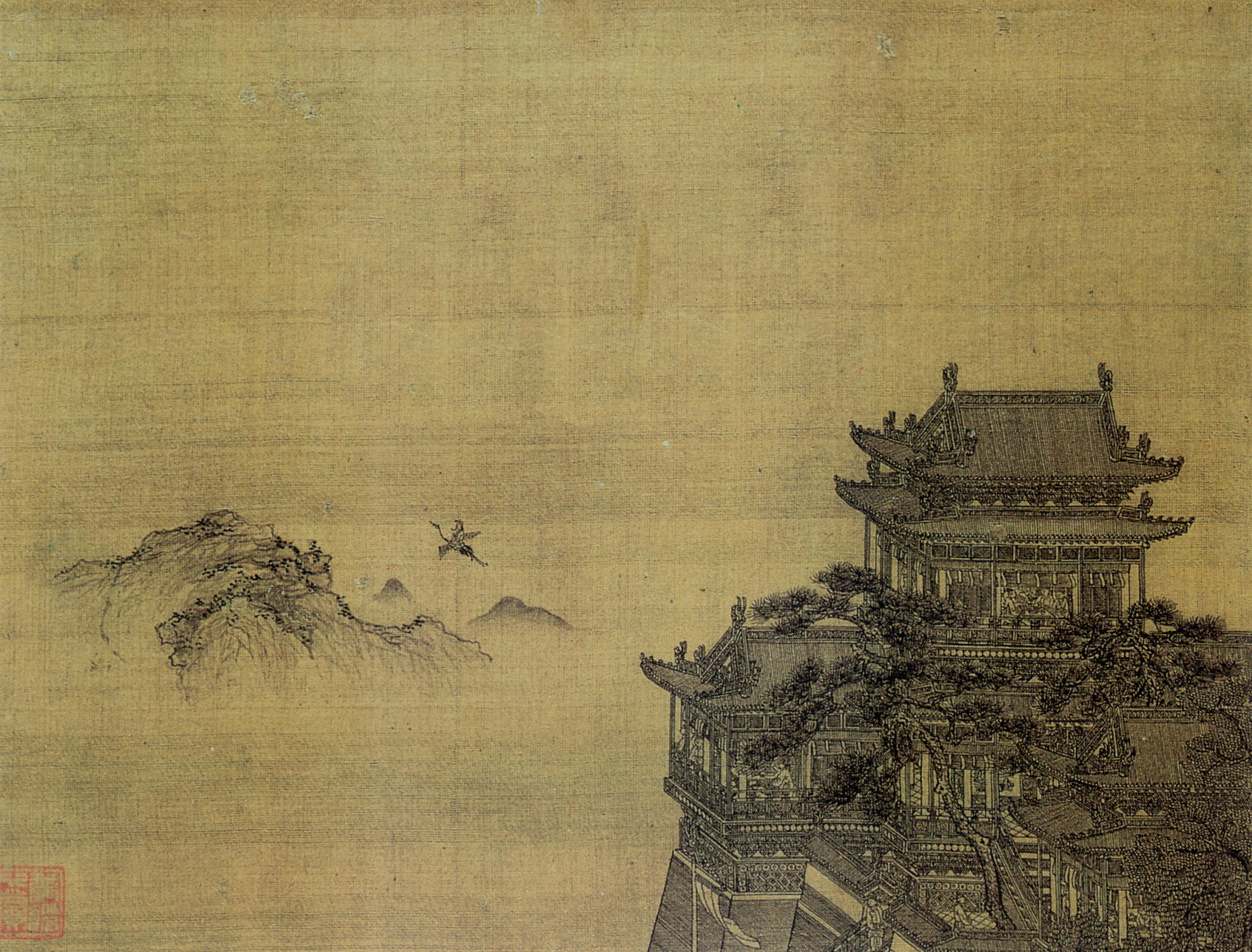
Torre de la Grua Groga, Museu Provincial de Yunnan

Xia Yong (xinès: 夏永; pinyin: Xià Yǒng), conegut també com a Ming Yuan, fou un pintor xinès que va viure sota la dinastia Yuan. El que se sap de Xia es troba en una inscripció d'una obra seva (La torre Yueyang). No es coneixen les dates exactes del seu naixement i de la seva mort. Era oriund de Qian Tang, actualment Hangzhou, província de Zhejiang. Fou actiu a mitjans del segle xiv.
El seu estil s'inspirà en el de Wang Zhenpeng. Va ser cèlebre per les seves pintures de palaus i temples. Destaquen les seves obres: La torre de la Grua Groga, Pavelló del príncep Teng i La torre Yueyang.